# Back in the Nineties
Back in the Nineties ist das 2008 erschienene dritte und letzte Studioalbum der deutschen Indie-Popband tonair.

## Entstehung
Tonair schrieben für das Album drei neue Lieder. Der Rest des Albums besteht aus älterem und bereits vorher aufgenommenen Songmaterial, das unter Produzent Sami Khatib neu aufgenommen wurde. Der Albumtitel und das gleichnamige Titelstück basieren auf den gemeinsamen Erfahrungen der Bandmitglieder, die ihre Kindheit und Jugend vor allem in den 1990er Jahren verlebten und sich auch in dieser Zeit kennen lernten.
Im Vorfeld des Albums wurden die beiden Titel Ride As You Are und Pride als Singles veröffentlicht. Zum Lied I Love You So Much More drehte die Band ihr erstes Musikvideo im Hallenbad von Aichach gedreht. Das Video erzählt die Geschichte eines Badegastes, der im Schwimmbad jedes Mal seine Traumfrau sieht, diese aber nicht erreichen kann. Sowohl im Lied als auch im Video bleibt offen, ob er diese jemals erreichen wird.

## Titel
Die Titel wurden zum größten Teil von Florian Laske geschrieben.
1. I Love You So Much More – 3:44
2. Up in the Trees – 3:38
3. Ride As You Are – 3:27
4. Don’t – 3:52
5. Start! – 3:25
6. Back in the Nineties – 4:05
7. Starting All Over – 3:58
8. I Am Down – 2:49
9. And – 2:07
10. Pride – 3:33

## Musikstil
Anders als der Titel erahnen lässt, ist der musikalische Stil von Back in the Nineties eher der Beatmusik im Stile der 1960er Jahre zuzuordnen, insbesondere dem Mersey Sound aus Liverpool im Stile der frühen Beatles. Sie sind damit auf einer Linie mit vergleichbaren Britpop-Bands der späten 1990er beziehungsweise Anfang der 2000er, wie beispielsweise Mando Diao, Oasis, Nada Surf  oder Blur. Die Texte handeln von alltäglichen Begebenheiten.

## Rezeption
Das Album kam bei der Kritik gut an. So schrieb der Stern:

„Die vier Musiker machen weiterhin den zeitlos, schönen, sympathischen Gitarrenpop, für den man sie in den letzten Jahren lieben gelernt hat. Singalongs und Mitklatsch-Parts inklusive, umschiffen sie die Grenze zum Einheitsklang immer wieder spielend leicht durch charmante Orgeleinwürfe und unerwartete Breaks, wie im großartigen Opener „I LOVE YOU SO MUCH MORE“.“